# 風戸大智
風戸 大智（かざと だいち、1987年7月13日 - ）は、日本の男性プロレスラー。東京都小金井市出身。プロレスリングBASARA所属。血液型A型。

## 経歴
日本大学プロレス研究会（NUWA）、卒業後も地元の草プロレス団体（アマチュア団体）である貫井草レスリング（nkw）にてカジャー・アンナカのリングネームで活動。
2010年8月、アマチュアのままガッツワールドプロレスリング主催「Truth」のマットに上がる。
2011年、ユニオンプロレスレギュラーオーディションに合格。大森隆男の指導の下で第二期アックスボンバーズとして活動する。リングネーム表記は風戸大地だった。
2月3日、新宿FACE大会のダークマッチにて大森対アックスボンバーズ3人掛けに挑む。
2月16日、DDT主催「月刊若手通信」における対入江茂弘戦でプロデビュー。
その後は若手通信やユニオンのダークマッチで経験を積み、2012年4月にユニオン本興行デビュー。
2016年より全日本プロレスにも参戦中。

## 得意技
アンナカッター
ファイナルカットと同型。
ベストストレッチスラム
ストレッチプラムと同型。
爆発的なアックスボンバー
トラースキック
バズソーキック
仰向けになった相手の上半身を起こして相手の左側頭部を振り抜いた右足の甲で蹴り飛ばす。
各種キック

## 入場曲
- Opa Yo Viaze Un Corra（El Koala）

## タイトル歴
- パワフルタッグトーナメント優勝

## ベストストレッチマンV3

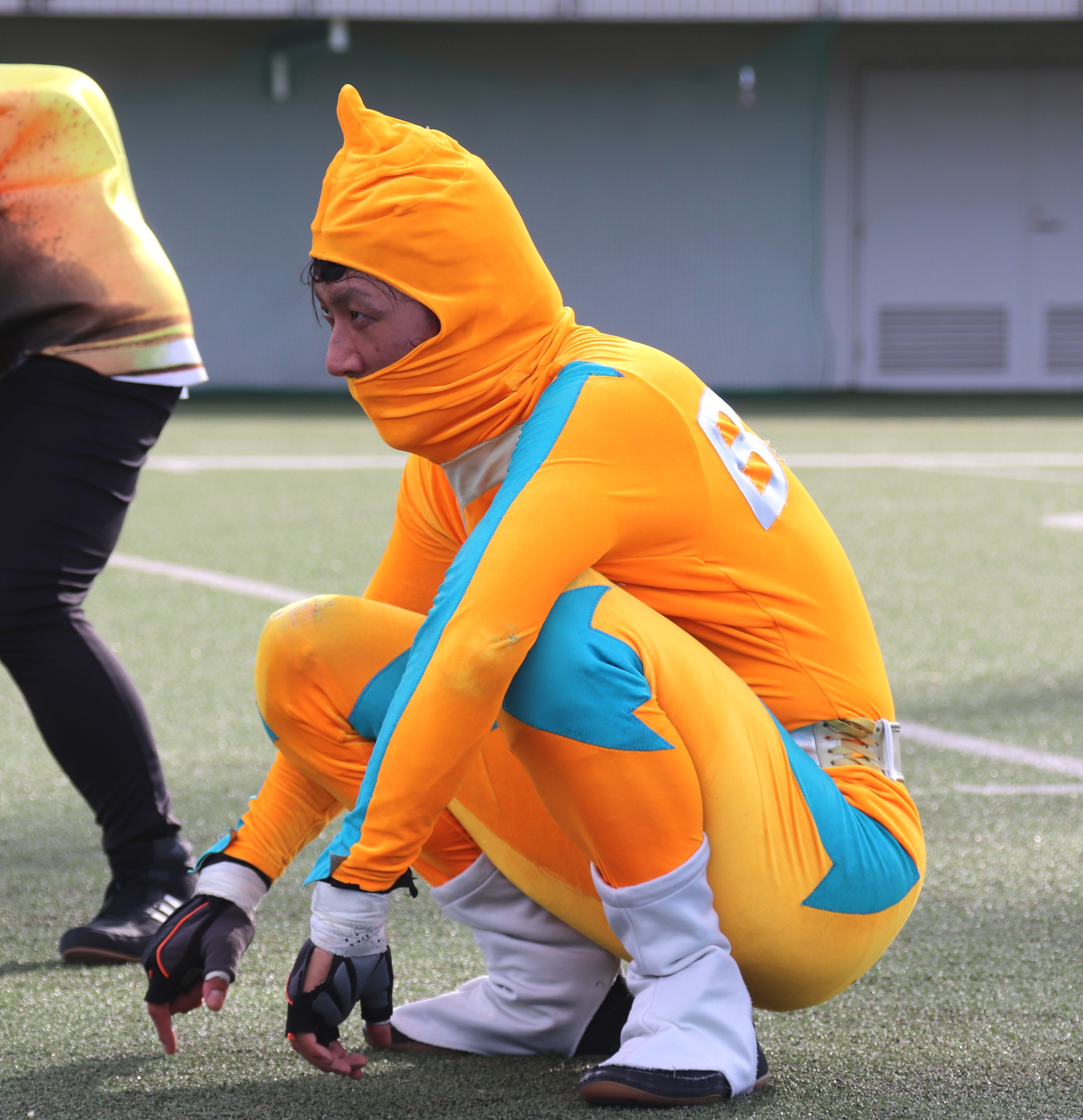
2021年8月22日「真夏の変態祭り」でのベストストレッチマンV3

ベストストレッチマンV3（ベストストレッチマン・ブイスリー）は、風戸が扮した超人用の肉体と心臓を手に入れて生まれ変わり、地球の平和と子供たちの笑顔を守るべく、日夜何かしらの悪の怪人と闘う正義のヒーロー。

### 得意技
ベストストレッチボンバー
ベストストレッチスラム
ストレッチプラムと同型。

### 入場曲
- ベストストレッチマンV3のテーマ（ベストストレッチマンV3）